# 拓扑绝缘体

拓扑绝缘体理想的能带结构。其费米能级位于块材的带隙，该带隙被拓扑保护的表面量子态所填满。

拓扑绝缘体是一种内部绝缘，界面允许电荷移动的材料。
在拓扑绝缘体的内部，电子能带结构和常规的绝缘体相似，其费米能级位于导带和价带之间。在拓扑绝缘体的边界或是表面存在一些特殊的量子态，这些量子态位于块体能带结构的带隙之中，从而允许导电。拓扑绝缘体的块体可以用类似拓扑学中的亏格的整数表征，是拓扑序的一个特例。利用体边对应，可以预言材料在开边界条件下拓扑边缘态的性质。

## 预言和发现
受拓扑保护的边缘态（一维）在碲化汞/碲化镉量子阱中被预言于2006年，随后于2007年由实验观测证实。很快，拓扑绝缘体又被预言存在于含铋的二元化合物三维固体中。第一个实验实现的三维拓扑绝缘体是在锑化铋中被观察到，随后不同实验组又通过角分辨光电子谱的方法，在锑，碲化铋，硒化铋，碲化锑中观察到了受拓扑保护的表面量子态。现在人们相信，在其他一些材料体系中，也存在拓扑绝缘态。在这些材料中，由于自然存在的缺陷，费米能级实际上是位于导带或是位于价带，必须通过掺杂或者通过改变其电势将费米能级调节到能隙之中，以观察拓扑保护的边缘态。
类似的边缘效应同样出现于量子霍尔效应之中。以整数量子霍尔效应为例，在强垂直磁场下，低温的二维系统体态性质可以被拓扑量子数标记。在数学中，此拓扑量子数被称作陈数（Chern numbers）。二维量子霍尔系统边缘出现手性边缘态，陈数对应手性边缘态的数目和量子化电导{\displaystyle {\frac {e^{2}}{h}}}。在拓扑材料的理论研究中，体边对应一直扮演着重要的角色。体边对应指的是，当真实的材料包含的原子数目非常大（数量级为{\displaystyle 10^{20}}或更多），我们可以把此材料近似于热力学极限，并用布洛赫定理与能带理论来描述材料体态性质，并根据体态性质来预言材料在开边界条件下受拓扑保护的边缘态的性质。

## 更多阅读
- Moore, Joel. . Nature. 2010, 464 (7286): 194. PMID 20220837. doi:10.1038/nature08916.
- Kane, C. L.; Mele, E. J. . Science. 2006, 314 (5806): 1692. PMID 17170283. doi:10.1126/science.1136573.
- Kane, C.L. . Nature. 2008, 4 (5): 348. doi:10.1038/nphys955.
- Witze, Alexandra. . Science News. 2010. （原始内容存档于2012-09-27）.
- Brumfield, Geoff. . Nature. 2010, 466 (7304): 310–311  [2010-08-06]. PMID 20631773. doi:10.1038/466310a. （原始内容存档于2017-10-12）.
- Murakami, Shuichi. . New Journal of Physics. 2010. （原始内容存档于2011-03-09）.